# Inuses
Inuses (gr. Οινούσσες) – grupa małych wysp i sąsiadujących skał, w Grecji, w administracji zdecentralizowanej Wyspy Egejskie, w regionie Wyspy Egejskie Północne, w jednostce regionalnej Chios, w gminie Inuses, położona 2 km na północny wschód od wyspy Chios oraz 8 km na zachód od wybrzeża tureckiego. W 2011 roku liczyła 826 mieszkańców.
Główną miejscowością wyspy jest Inuses, w której w 2011 roku mieszkało 792 z 826 mieszkańców wyspy. Znajduje się tam klasztor i niewielki port, a w centrum główny plac. Oprócz tego w miejscowości znajdują się: szkoły, kilka kościołów, liceum morskie oraz muzeum marynistyczne. Głównym zajęciem lokalnych mieszkańców jest rybołówstwo oraz wypas i hodowla kóz. Innymi miejscowościami wyspy są Kastron (w 2011 roku 29 mieszkańców) oraz Aspalatrokambos (w 2011 roku 5 mieszkańców). Oprócz tego wyspa posiada silne związki z morzem, a także jest znana dzięki przemysłowi transportowemu.

## Zmiana populacji wyspy
| Rok  | Populacja | Zmiana       |
| ---- | --------- | ------------ |
| 1981 | 705       | –            |
| 1991 | 636       | -69/-9.79%   |
| 2001 | 1,050     | +414/+65.09% |